# Högforstjärnen, Ångermanland
Högforstjärnen är en sjö i Kramfors kommun i Ångermanland och ingår i Nätraån-Ångermanälvens kustområde. Sjön har en area på 0,116 kvadratkilometer och ligger 23,3 meter över havet. Sjön avvattnas av vattendraget Sundströmmen.

## Delavrinningsområde
Högforstjärnen ingår i det delavrinningsområde (698386-162506) som SMHI kallar för Utloppet av Högforstjärnen. Medelhöjden är 57 meter över havet och ytan är 0,5 kvadratkilometer. Det finns ett avrinningsområde uppströms, och räknas det in blir den ackumulerade arean 11,24 kvadratkilometer. Avrinningsområdets utflöde Sundströmmen mynnar i havet. Avrinningsområdet består mestadels av skog (56 procent). Avrinningsområdet har 0,11 kvadratkilometer vattenytor vilket ger det en sjöprocent på 21,7 procent.